# Flughafen Jiaxing-Nanhu

i7
i11
i13
Der Flughafen Jiaxing-Nanhu (chinesisch 嘉兴南湖机场, Pinyin Jiāxìng Jīchǎng, IATA-Code: JNH) ist ein Flughafen in der chinesischen Provinz Zhejiang. Er liegt in der Stadt Jiaxing, etwa 8 Kilometer südwestlich des Stadtzentrums im Stadtteil Honghe im Bezirk Xiuzhou.